# Сумчатая мышь Батлера
Сумчатая мышь Батлера, или сумчатая мышь Бутлера (лат. Sminthopsis butleri) — вид из рода узконогих сумчатых мышей семейства хищные сумчатые. Видовое название дано в честь австралийского натуралиста Гарри Батлера. Эндемик Австралии.

## Распространение
Обитает в северной части Австралии, встречаясь на островах Тиви (острова Батерст и Мелвилл) и в Северной территории на расстоянии до 20 км от побережья. Вид описан в 1979 году по экземплярам, найденным в период с 1965 по 1966 год недалеко от городка Калумбуру в регионе Кимберли в Западной Австралии, однако в ходе дальнейших исследований учёным не удалось найти присутствие вида в этом регионе.
Вид, вероятно, не привязан к определённому типу естественной среды обитания, однако сумчатая мышь Батлера не встречается на территории плантаций.

## Внешний вид
Длина тела с головой составляет около 88 мм, хвоста — 90 мм. Средний вес — около 15 г. Волосяной покров короткий, густой и мягкий. Спина буро-серого или светло-серого цвета. Брюхо окрашено в белый цвет. Морда вытянутая, заострённая, без каких-либо рыжих отметин, как у других видов рода. Уши большие, закруглённые. Хвост тонкий. Подушечки лап покрыты волосами, зернистые по структуре.

## Образ жизни
Ведут наземный, одиночный образ жизни. Активность приходится на ночь. День проводят в гнёздах, устраиваемых под стволами упавших деревьев. Питаются преимущественно насекомыми, а также мелкими беспозвоночными.

## Размножение
Экология вида практически не изучена.